# 엘제로 엘리아
엘제로 엘리아(네덜란드어: Eljero Elia, 1987년 2월 13일 ~ )는 ADO 덴하흐에서 뛰고 있는 네덜란드의 축구 선수이다. 2009년에 국가대표팀 데뷔전을 갖고 2010년 FIFA 월드컵 엔트리에 들어 주로 교체 투입되었다.
2004년에 17살의 나이로 ADO 덴하흐에서 데뷔전을 가졌다. 2007년에는 트벤터로 이적을 하였다. 그리고 2009년에는 다수의 네덜란드 선수들이 있는 함부르거 SV로 870만 유로의 이적료를 받고 이적했다.
2010년 FIFA 월드컵에는 23명 엔트리에 포함되었다. 그는 덴마크와의 조별 예선전에서 베슬러이 스네이더르의 골을 어시스트를 하였지만 8강 브라질전은 결장하였고, 결승전을 포함한 나머지 경기는 모두 교체 투입되었다. 이런 활약을 바탕으로 2011년 8월 31일 유벤투스 FC로 이적하였다.